# Herbert Adamski
Herbert Adamski, född 30 april 1910 i Berlin, död 11 augusti 1941, var en tysk roddare.
Adamski blev olympisk guldmedaljör i tvåa med styrman vid sommarspelen 1936 i Berlin. Han dödades på Östfronten under andra världskriget den 11 augusti 1941.